# Musa Kesedžija

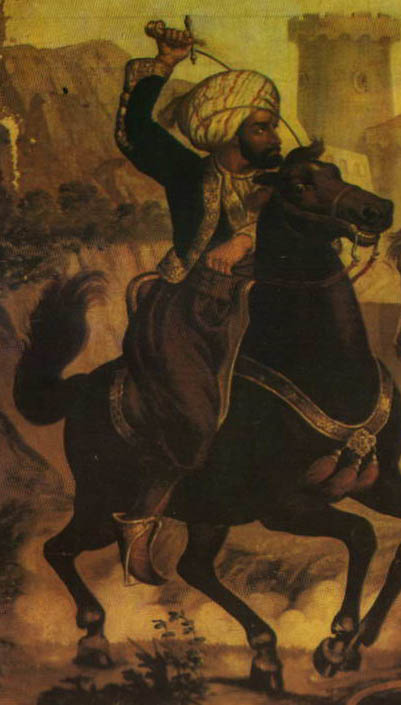
Musa Kesedžija por Vladislav Titelbah (1900).

Musa Kesedžija (en serbio: Муса Кесеџија, búlgaro: Муса Кеседжия), también descrito como Musa el Ladrón, Musa el Forajido, Musa el Salteador de caminos o Musa el Decapitador, es un popular héroe legendario de la poesía épica serbia y del folclore búlgaro y macedonio. Es el más famoso rival del Príncipe Marko (en serbio: Марко Краљевић), otro héroe del folclore eslavo meridional.
En el poema Musa es un bandido albanés que se enfrenta al Príncipe Marko, un vasallo del sultán, en el desfiladero de Kaçanik, en la actual Kosovo.